# Villaosende
Villaosende (llamada oficialmente Santalla de Vilausende) es una parroquia y una aldea española del municipio de Ribadeo, en la provincia de Lugo, Galicia.

## Otras denominaciones
La parroquia también es conocida por los nombres de Santa Eulalia de Vilaosende,  Santa Eulalia de Villaosende y Santa Olaia de Vilaosende.

## Organización territorial
La parroquia está formada por nueve entidades de población, constando ocho de ellas en el nomenclátor del Instituto Nacional de Estadística español:
- A Cunxeira
- Lourido
- Porto de Abaixo
- Porto de Arriba
- Río da Veiga (O Río da Veiga)
- Santalla
- Santo Tomé (San Tomé)
- Torre (A Torre)
- Vilaosende (Vilausende)

## Demografía

### Parroquia
| Gráfica de evolución demográfica de Villaosende (parroquia) entre 2000 y 2020 |
|                                                                               |
| Datos según el nomenclátor publicado por el INE.                              |

### Aldea
| Gráfica de evolución demográfica de Vilaosende (aldea) entre 2000 y 2020 |
|                                                                          |
| Datos según el nomenclátor publicado por el INE.                         |